# Gallsopp
Gallsopp, Tylopilus felleus, är en gulbrun eller ljust olivbrun sopp med ett olivbrunt ådernät på foten. Äldre exemplar har lätt rosafärgade rör. Den kan i unga stadier vara förvillande lik stensopp (som har ljust ådernät på övre delen av foten!) men är oätlig på grund av den mycket beska smaken. Den är dock inte giftig.